# Lista de patronos da Feira do Livro de Porto Alegre
A tradição de eleger um patrono para a Feira do Livro de Porto Alegre começou em sua 11ª edição, que ocorreu no ano de 1965.
A seleção do Patrono da Feira do Livro tem duas fases. Na primeira fase, cada associado da Câmara Rio-Grandense do Livro submete cinco nomes. Na segunda fase, as dez pessoas que tiveram o maior número de nomeações são submetidas a 88 pessoas do meio cultural. O mais votado por estes 88 deverá ser o Patrono da Feira; em caso de empate, o de maior idade será escolhido.
| Ano  | Feira | Patrono                                                               |
| ---- | ----- | --------------------------------------------------------------------- |
| 1955 | 1ª    | Sem patrono                                                           |
| 1956 | 2ª    | Sem patrono                                                           |
| 1957 | 3ª    | Sem patrono                                                           |
| 1958 | 4ª    | Sem patrono                                                           |
| 1959 | 5ª    | Sem patrono                                                           |
| 1960 | 6ª    | Sem patrono                                                           |
| 1961 | 7ª    | Sem patrono                                                           |
| 1962 | 8ª    | Sem patrono                                                           |
| 1963 | 9ª    | Sem patrono                                                           |
| 1964 | 10ª   | Sem patrono                                                           |
| 1965 | 11ª   | Alcides Maya                                                          |
| 1966 | 12ª   | João Simões Lopes Neto                                                |
| 1967 | 13ª   | Alceu Wamosy                                                          |
| 1968 | 14ª   | Caldas Júnior                                                         |
| 1969 | 15ª   | Eduardo Guimaraens                                                    |
| 1970 | 16ª   | Augusto Meyer                                                         |
| 1971 | 17ª   | Manuelito de Ornelas                                                  |
| 1972 | 18ª   | Luís Vaz de Camões                                                    |
| 1973 | 19ª   | Darcy Azambuja                                                        |
| 1974 | 20ª   | Leopoldo Bernardo Boeck                                               |
| 1975 | 21ª   | Athos Damasceno Ferreira                                              |
| 1976 | 22ª   | Érico Veríssimo                                                       |
| 1977 | 23ª   | Henrique Bertaso                                                      |
| 1978 | 24ª   | Walter Spalding                                                       |
| 1979 | 25ª   | Auguste Saint-Hilaire                                                 |
| 1980 | 26ª   | Moysés Vellinho                                                       |
| 1981 | 27ª   | Adão Juvenal de Souza                                                 |
| 1982 | 28ª   | Reynaldo Moura e Monteiro Lobato                                      |
| 1983 | 29ª   | José Bertaso                                                          |
| 1984 | 30ª   | Maurício Rosenblatt                                                   |
| 1985 | 31ª   | Mario Quintana                                                        |
| 1986 | 32ª   | Cyro Martins                                                          |
| 1987 | 33ª   | Moacyr Scliar                                                         |
| 1988 | 34ª   | Alberto André                                                         |
| 1989 | 35ª   | Maria Dinorah                                                         |
| 1990 | 36ª   | Guilhermino César                                                     |
| 1991 | 37ª   | Luis Fernando Verissimo                                               |
| 1992 | 38ª   | Paulo Fontoura Gastal                                                 |
| 1993 | 39ª   | Carlos Reverbel                                                       |
| 1994 | 40ª   | Nelson Boeck, Edgardo Xavier, Mário de Almeida Lima e Sétimo Luizelli |
| 1995 | 41ª   | Caio Fernando Abreu                                                   |
| 1996 | 42ª   | Lya Luft                                                              |
| 1997 | 43ª   | Luiz Antonio de Assis Brasil                                          |
| 1998 | 44ª   | Patrícia Bins                                                         |
| 1999 | 45ª   | Décio Freitas                                                         |
| 2000 | 46ª   | Barbosa Lessa                                                         |
| 2001 | 47ª   | Armindo Trevisan                                                      |
| 2002 | 48ª   | Ruy Carlos Ostermann                                                  |
| 2003 | 49ª   | Walter Galvani                                                        |
| 2004 | 50ª   | Donaldo Schüler                                                       |
| 2005 | 51ª   | Frei Rovílio Costa                                                    |
| 2006 | 52ª   | Alcy Cheuiche                                                         |
| 2007 | 53ª   | Antônio Hohlfeldt                                                     |
| 2008 | 54ª   | Charles Kiefer                                                        |
| 2009 | 55ª   | Carlos Urbim                                                          |
| 2010 | 56ª   | Paixão Côrtes                                                         |
| 2011 | 57ª   | Jane Tutikian                                                         |
| 2012 | 58ª   | Luiz Coronel                                                          |
| 2013 | 59ª   | Luís Augusto Fischer                                                  |
| 2014 | 60ª   | Airton Ortiz                                                          |
| 2015 | 61ª   | Dilan Camargo                                                         |
| 2016 | 62ª   | Cíntia Moscovich                                                      |
| 2017 | 63ª   | Valesca de Assis                                                      |
| 2018 | 64ª   | Maria Carpi                                                           |
| 2019 | 65ª   | Marô Barbieri                                                         |
| 2020 | 66ª   | Jéferson Tenório                                                      |
| 2021 | 67ª   | Fabrício Carpinejar                                                   |
| 2022 | 68ª   | Carlos Nejar                                                          |
| 2023 | 69ª   | Tabajara Ruas                                                         |